# Luftseilbahn Lomnitzer Spitze
Die Luftseilbahn auf die Lomnitzer Spitze in der Hohen Tatra (Slowakei) ist eine Luftseilbahn, die ursprünglich in zwei Sektionen (Tatranská Lomnica–Skalnaté Pleso (dt. Steinbachsee) mit einer Länge von 4137 Metern und Skalnaté Pleso–Lomnický štít mit 1867 Metern Länge) ausgeführt war.
1937 ging der Abschnitt bis zur Zwischenstation Štart und 1940 die ganze Strecke in Betrieb. Die Zwischenstation »Štart« der unteren Sektion erhielt ihren Namen vom in der Nähe liegenden Start der alten Naturbobbahn. Sie liegt in Streckenmitte, beide Wagen hielten gleichzeitig und gegenüber an den Bahnsteigen.
Die untere Sektion von Tatranská Lomnica nach Skalnaté Pleso war so ausgelegt, dass sie bei Bedarf auch in der Streckenmitte in der Station »Štart« in Form von zwei unabhängigen Seilbahnen betrieben werden konnte. 
Die Talstation Tatranská Lomnica befindet sich in einer Höhe von 905 Meter neben dem Grandhotel Praha, die Mittelstation Štart auf 1160 Meter und die Bergstation Skalnaté Pleso in einer Höhe von 1765 Meter. Bereits hier eröffnet sich ein exzellenter Ausblick auf das mehr als 1000 m tiefer gelegene Hügelland um Poprad und Kežmarok. Zwischen Skalnaté Pleso und Lomnický Štit verkehrt nur ein einzelner Wagen, die Maschinenanlage befindet sich in Skalnaté Pleso. Auf der Gipfelstation werden die Zugseile nur umgelenkt. Die Seile der oberen Sektion verlaufen freischwebend zwischen Skalnaté Pleso und einer Stütze unmittelbar vor der Bergstation.
1973 wurde zwischen Tatranská Lomnica und Skalnaté pleso eine zusätzliche Kleinkabinenumlaufbahn in Betrieb genommen. Zwischen Štart und Skalnaté Pleso verlaufen beide Anlagen parallel, die Talstation der Kleinkabinenbahn liegt jedoch weiter westlich und näher am Bahnhof. Die Strecke hat einen Knick an der  eigenen Zwischenstation Štart, beide Sektionen können eigenständig oder durchgehend betrieben werden. Die neue Anlage war trotz einer etwas geringeren Fahrgeschwindigkeit deutlich leistungsfähiger. Trotzdem bildeten sich an beiden Talstationen bei gutem Wetter lange Warteschlangen.
Der oberste Abschnitt zwischen Skanaté pleso und dem Gipfel wurde zwischen 1986 und 1989 umgebaut, wobei die oberste Stütze etwa 100 m unterhalb der Bergstation entfernt wurde. Die neue Kabine wurde vom Schweizer Unternehmen Gangloff geliefert und absolvierte ihre erste Fahrt am 24. Juni 1989.
Ende 1999 wurde die untere Sektion wegen technischer Mängel stillgelegt. Der Verkehr wurde von der Kleinkabinenbahn übernommen. Der obere Abschnitt vom Steinbachsee zur Lomnitzer Spitze ist weiterhin in Betrieb.
2010 und 2011 wurden die Seile und die Stützen des unteren Abschnitts abgetragen. Die Talstation und die Zwischenstation werden aber weiterhin bestehen, da sie Kulturdenkmäler sind. In der Talstation plant man, ein Luftseilbahn-Museum einzurichten; dafür wird auch die erste Stütze bei der Talstation erhalten. Die Nutzung der Zwischenstation Štart ist noch nicht bekannt.
An der Station Skalnaté Pleso beginnt der letzte Seilbahnabschnitt auf die Lomnitzer Spitze (slow. Lomnický štít, 2634 m). Er ist ohne Stütze ausgeführt und wird von einer einzigen Kabine mit einem Fassungsvermögen von 15 Personen bedient, wobei eine Fahrt etwa 9 Minuten dauert. Die sehr wind- und wetterabhängige Seilbahn fährt in 20-minütigen Abständen, somit beträgt die Stundenkapazität zum Gipfel 45 Personen. Zudem können die Besucher maximal 50 Minuten auf dem Gipfel aufbringen. Die Gipfelstation befindet sich in einer Höhe von 2622 Meter und eröffnet einen hervorragenden Ausblick auf die Gipfel der Hohen Tatra. Die Lomnitzer Spitze ist dabei nur rund 30 m niedriger als der höchste Gipfel des „kleinsten Hochgebirges Europas“, die Gerlsdorfer Spitze (Gerlachovský štít, 2655 m).

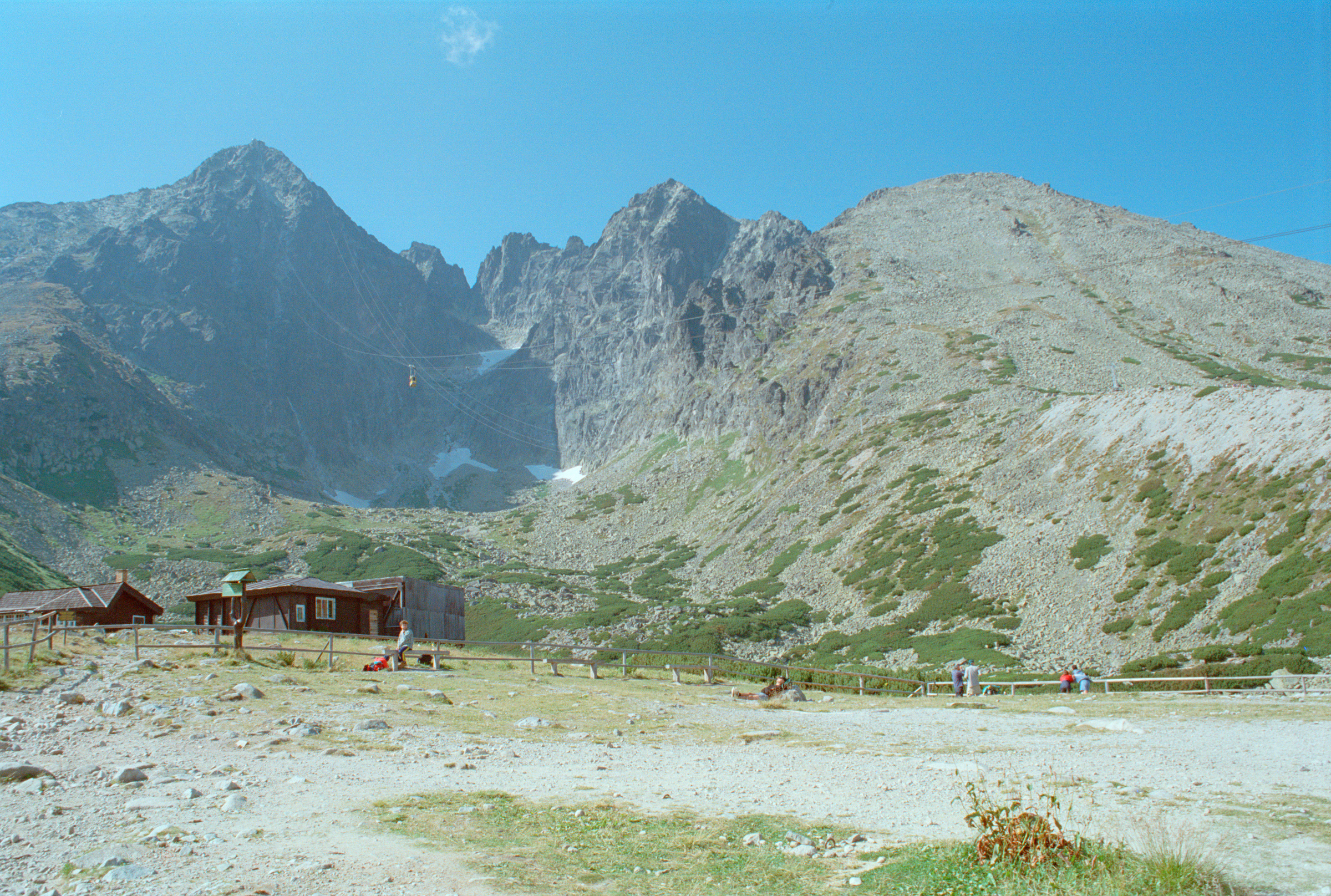
Blick von Skalnaté Pleso zur Lomnitzer Spitze mit der Seilbahn
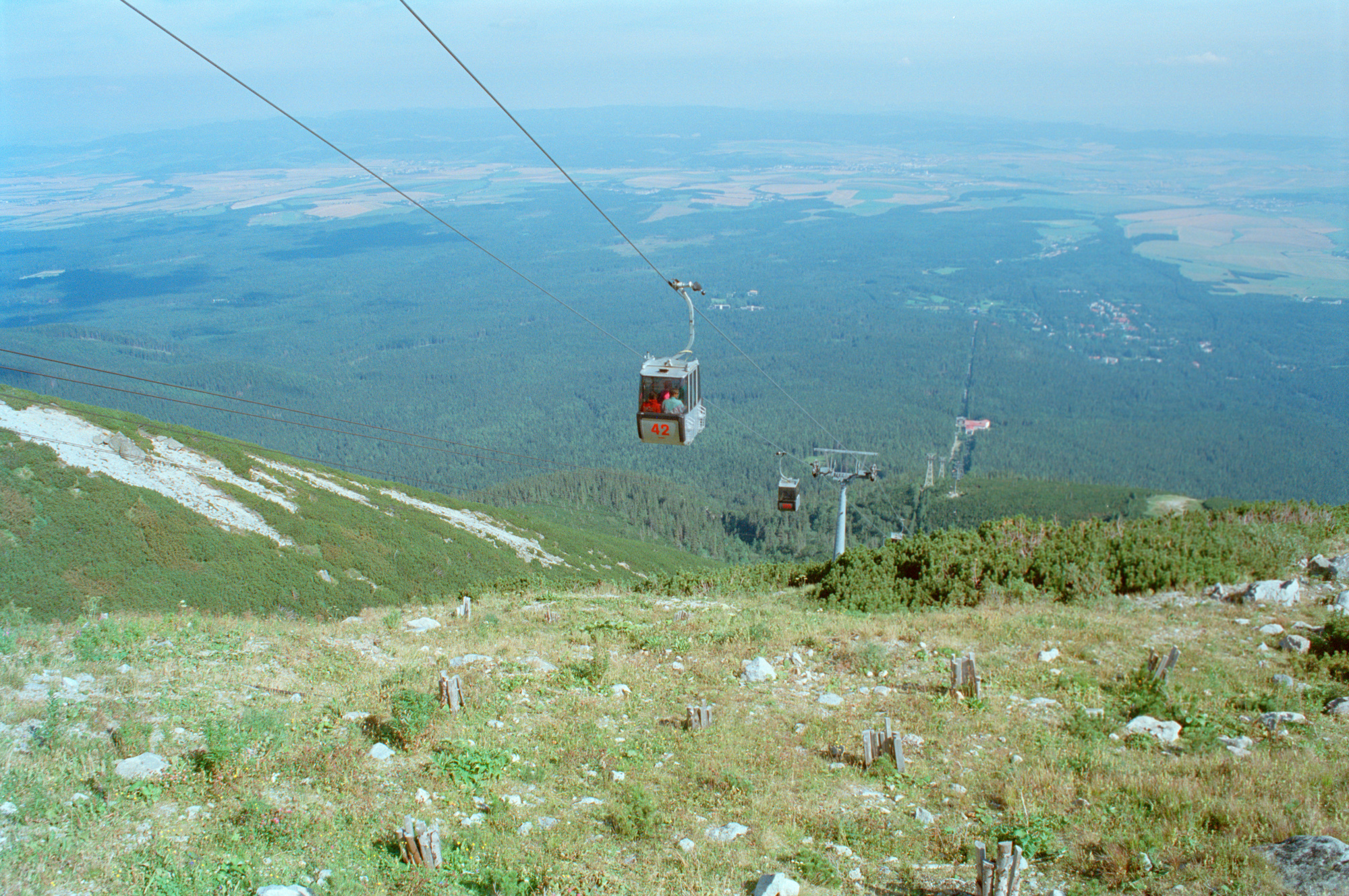
Blick entlang der Kabinenbahn
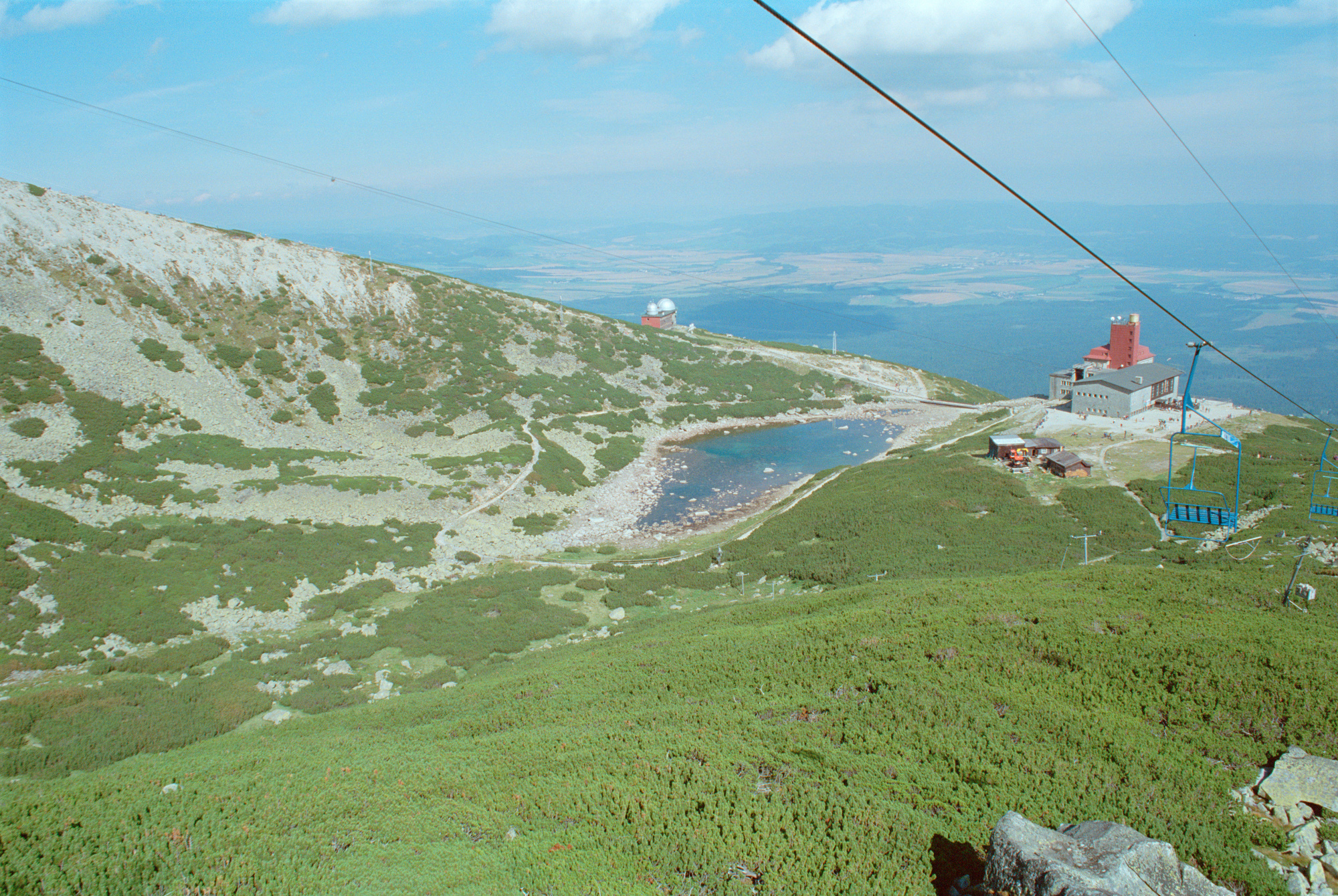
Blick auf Skalnaté Pleso
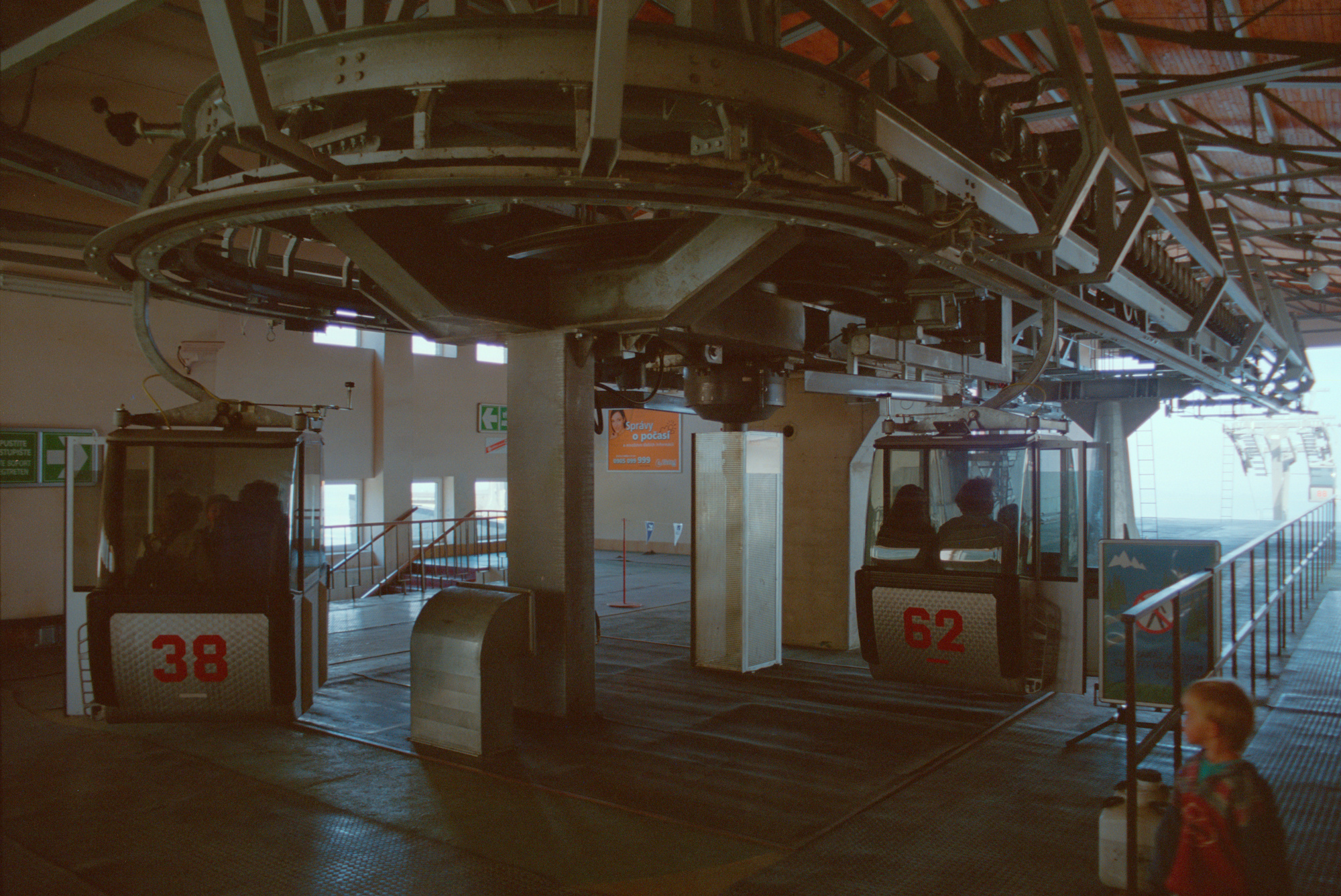
In der Station Skalnaté Pleso